# Jhikargachha
Jhikargachha (en bengali : ঝিকরগাছা) est une upazila du Bangladesh dans le district de Jessore. En 2011, on y dénombrait 298 908 habitants.